# Saxonien
Stratigraphie
Autunien Thuringien
Le Saxonien est une subdivision de l'échelle des temps géologiques, qui regroupe  le Sakmarien, l'Artinskien et . Son stratotype est caractérisé par les conglomérats et grès de la Saxe.
Le Saxonien correspond au Permien médian. Le terme est utilisé pour la première fois en 1893 par Albert-Auguste Cochon de Lapparent et Ernest Munier-Chalmas avec la région de Saxe comme référence typologique. Le Saxonien correspond principalement à des dépôts de grès rouge azoïque, d'argile, de schiste et de poudingue. Ce stratotype suit l'Autunien, s'étage jusqu'à -256 Ma où le Thuringien prend la suite.
Cette subdivision n'est plus reconnue aujourd'hui par le Commission internationale de stratigraphie.